# Verto
Verto és un grup independent de música pop, disco i trap gallec encetat el 2019. El componen Alberto Mira ("Berto") i Fernando Peleteiro ("Fer"). Considerat un dels grups més escoltats de música pop en gallec, acumula milions d'escoltes a la plataforma Spotify.

## Trajectòria
Van debutar el novembre del 2019 amb els seus primers treballs Amolecer i Rebolando x Ti, ja dotats de l'estètica pop que caracteritza actualment el grup.
Més tard, el desembre del 2019, van llançar Pack do nadal, un EP conceptual mitjançant el qual van pretendre simbolitzar els estats emocionals pels que hom passa durant una ruptura. Una de les cançons que contenia, Algo que non sexa, encara avui és un tema insígnia del projecte.
El 17 de gener del 2020, Verto va participar en el Luar de la Televisió de Galícia amb el tema Oie Gayego, una cançó trap feta amb retranca (és a dir, ironia) sobre Galícia i el gallec que els va atorgar gran popularitat.
El 14 de març del 2020 van publicar el seu primer disc de llarga durada Puro Ocio, compost de set temes d'estètica urbana, que ha rebut més de 700 000 reproduccions a Spotify. Únicament hi ha la col·laboració de Grande Amore a Roneo Do Barato.
El 9 d'abril del 2021, finalment van treure a la llum el segon LP Embora, format per catorze temes pop amb ritmes disco i tecno que han estat escoltats més d'1 000 000 de vegades a Spotify. El disc, a més, compta amb les col·laboracions de Sleepy Spice a Achégate i de Toni Martelo i Coco a Embora (la cançó que dona títol al conjunt).

## Discografia

### Àlbums
- Puro Ocio (2020)
- Embora (2021)

### Senzills
- Amolecer (2019)
- Rebolando x ti (2019)
- Pack do nadal (2019)
- Oie Gayego (2020)
- Pegadiño a ti (2020)
- Ambiente amb Rhome (2020)
- Comando Sabor amb LORA (2020)
- Muinheira de Chantada (2021)